# Pekinška patka (группа)
Pekinška patka (серб. Пекиншка патка; дословно — «Пекинская утка») — югославская группа из Нови-Сада, игравшая в стилях панк и нью-вэйв. Одна из первых аутентичных панк-групп Югославии. Относится к ярким представителям югославской новой волны и на родине признана «культовой».

## История
Группа основана в июле 1978 года учителем Электротехнической школы имени Михаила Пупина Небойшей «Чонтой» Чонкичем (серб. Nebojša Čonkić Čonta) и гитаристом Сретеном «Среле» Ковачевичем (серб. Sreten Kovačević Srele). В первоначальный состав также вошли барабанщик Ласло «Сила» Пихлер (серб.  Laslo Pihler Cila) и бас-гитарист Милош «Жура» Журич (серб. Miloš Žurić Žura).
Их первое выступление состоялось в студенческом клубе Машиностроительного факультета Белградского университета перед четырьмя слушателями. После такого фиаско группу покинул Жура, а его место занял Србислав «Серб» Добановачки (серб. Srbislav Dobanovački Srba). Новым составом группы выступила на дискотеке в Жабале, а затем и в Нови-Саде в клубе «Соня Маринкович». Группе не дали закончить выступление и после пяти-шести песен выключили электричество.
В конце 1978 года Pekinška patka выступила на фестивале BOOM, где, несмотря на скромный репертуар, привлекла к себе внимание энергичным выступлением.
В начале 1979 года Србислав «Серб» покинул группу, его заменил басист Борис «Бора» Ословчан (серб. Boris Oslovčan Bora). Также присоединился второй гитарист Бошко «Брча» Просеница (серб. Boško Prosenica Brča). В конце мая, с продюсером Габором Ленджелом (серб. Gaborom Lenđelom), работавшим ранее с группой Teška industrija, группа записала семь композиций в студии Radio Novi Sad.

Новый состав успешно представил себя в Клубе студентов технических специальностей в Белграде, где произвёл неизгладимое впечатление, как первая югославская панк-группа. За ним последовало выступление на Молодежном фестивале в Суботице, где группа получила второй приз публики за песню «Bela šljiva» (дословно — «Белая слива»): 
Их выступление мало кого оставило равнодушным, и они стали частой темой для разговоров как среди публики, так и в «профессиональных» кругах… По мнению большинства, Pekinška patka — самое свежее событие фестиваля.
Хорошие отзывы критиков помогли им записать сингл «Biti ružan, pametan i mlad / Bela šljiva» (дословно — «Быть некрасивым, умным и молодым / Белая слива»). После того, как PGP-RTB отказалась выпускать его, сингл был опубликован на Jugoton. Диск продали тиражом в 35 000 копий, что стало неожиданным успехом, как для группы, так и для издателя. Считается, что успех сингла открыл двери Jugoton для югославских групп новой волны, и способствовал выпуску знакового сборника «Paket aranžman».
Эпатажный имидж, манера одеваться и провокационные выступления принесли группе, как популярность, так и проблемы. Некоторые радио- и телестанции запрещали трансляцию песен и выступлений группы. А концерт в Степановичево на местный День освобождения в 1979 году был прерван: на глазах у гостей и ветеранов Народно-освободительной войны Чонта надул презервативы и запустил в зал. А во время концерта «Лето на Аде», где группа исполнила композицию «Poderimo rok» (дословно — «Давай разорвём рок»), фанаты поплыли к плавучей сцене и подвергли её опасности затопления. Согласно байке, через день или два после инцидента, тогдашний федеральный министр внутренних дел Стане Доланц позвонил Стевану Дороньскому, тогдашнему руководителю Воеводины, и обратился к нему со словами: «Где ты, панк?», намекая на инцидент на Аде-Циганлии.

Преследования и запреты имели для группы обратный эффект: весь Нови-Сад был покрыт граффити «Чонта — Бог!». Среди редких интеллектуалов, публично защищавших группу, был поэт Мирослав Антич. В собственной колонке «Обыкновенно по пятницам» в газете «Дневник» он иронически написал: 
В сорок шесть лет я ожидаю, что меня отправят на пенсию и отнимут право говорить, отвезут обратно в мой дом и оставят там. Произошло нечто ужасное: с моей матерью и отцом, с этим духовным панком, господином Чонкичем, и со всеми теми мальчиками и девочками, которые являются моими родственниками и которые более современные, чем я, более европейские, более культурные и более разумные. Я на пенсии, но их нужно активизировать ещё больше.
В феврале — марте 1980 года, на первой частной студии в Нови-Саде «Мета Саунд», группа записала композиции для дебютного альбома Plitka poezija («Стишочки» или дословно — «Мелкая поэзия»). Из-за смерти Иосипа Броза Тито альбом был выпущен только летом, однако, ему предшествовал синг Bolje da nosim kratku kosa / Ori, ori (дословно — «Лучше носить короткие волосы / Ori, ori»).

### Воссоединение
В 2008 году произошло воссоединение группы ради нескольких выступлений. После чего группа в очередной раз возобновила работу на период с 2010 по 2012 годы. После этого музыканты чрезвычайно редко собирались вместе, ради выступления. Последний раз их выступление состоялось в мае 2023 года.

## Состав

### 1978—1980, 2008
- Небојша Чонкић Чонта (вокал)
- Срета Ковачевић (гитара)
- Ласло Пихлер (барабан)
- Борис Ословчан (бас-гитара)

### 1980—1981, 2010—2012
- Небојша Чонкић Чонта (вокал)
- Ласло Пихлер (барабан)
- Зоран Булатовић (гитара)
- Маринко Вукмановић (бас-гитара)

## Дискография

### Студийные альбомы
- Plitka poezija (Jugoton, 1980)
- Strah od monotonije (Jugoton, 1981)

### Синглы
- Biti ružan, pametan i mlad / Bela šljiva (Jugoton, 1979)
- Bolje da nosim kratku kosu / Ori ori (Jugoton, 1980)
- Bila je tako lijepa / Buba Rumba (Jugoton, 1981)

### Участие в сборниках
- Svi marš na ples! (Jugoton, 1981)
- Punk! Oi!! Yu (1996)
- Tutti Pazzi Vol. 5 (Falšanja kol’ko'š rekords, 2004)
- Novosadska pank verzija 1978—2005 (Студенческий культурный центр Нови-Сада[англ.], 2006)
- Pekinška patka (Multimedia Records, 2006.)

### Комментарии
1. ↑  Студенческие культурные центры сыграли важную организационную и культурную роль для югославской нью-вэйв музыки 80-х. В новом тысячелетии они потеряли прежнее значение, но всё равно продолжают присутствовать в музыкальной жизни страны[4].
2. ↑  Эта запись была выпущена много позже, в 1990-х, пиратским способом; издание стало раритетным.